# Johann Christian Schieferdecker
Johann Christian Schieferdecker (ook Schiefferdecker; Teuchern, 10 november 1679 - Lübeck, 5 april 1732), was een Duits organist en componist van kerkmuziek.

## Biografie
Schieferdecker was een zoon van een organist en cantor. Hij studeerde aan de Thomasschule in Leipzig en de universiteit van Leipzig. Reinhard Keiser, een vriend die eveneens in Teuchern was geboren, bezorgde hem een baan als klavecinist bij het operahuis aan de Gansemarkt in Hamburg. Hier componeerde hij ook.
In Hamburg leerde hij Dietrich Buxtehude kennen die orgel speelde in de Marienkirche in Lübeck. Schieferdecker ging daarop naar Lübeck om bij hem in de leer te gaan. Later werd hij Buxtehudes assistent en na zijn overlijden volgde Schieferdecker hem op. Hiervoor moest hij van het stads- en kerkbestuur wel met, Anna Margareta, de dochter van zijn voorganger trouwen. Door deze overeenkomst zouden Johann Sebastian Bach en Georg Friedrich Händel hebben afgezien om te solliciteren voor deze post.
Schieferdecker bracht veel werk voort, zoals de voortzetting van de cyclus Abendmusiken die door Franz Tunder en Buxtehude in de Marienkirche was begonnen. Van zijn werken is echter maar weinig behouden gebleven. Wel zijn nog geestelijke cantaten bewaard gebleven, evenals een aantal tekstboeken  uit de periode 1714 tot 1729 en enkele composities, zoals Der geduldige Creutz-Träger Hiob uit 1720 en Der feurige Untergang Sodoms und Gomorrae van een jaar later.
In Teuchern is een deel van de expositie van de Reinhard-Keiser-Gedenkstätte aan Schieferdeckers werk en leven gewijd.
- Bibliothèque nationale de France: cb14828866k (data)
- Gemeinsame Normdatei: 133028666
- International Standard Name Identifier: 0000 0000 2314 3822
- Library of Congress Control Number: n00073614
- MusicBrainz: b37683b0-dab0-4d57-95b0-e0c96518315d
- Nationale Bibliotheek van Polen: a0000002305882
- Nederlandse Thesaurus van Auteursnamen: 370719751
- Système universitaire de documentation: 24242824X
- Virtual International Authority File: 47027946
- WorldCat: E39PBJkmYFXH9C6QvFGdwqcVmd